# 北勢 (嘉義縣)
北勢，是臺灣嘉義縣大林鎮的一個傳統地域名稱，位於該鎮北部略偏東。相較於今日行政區，其範圍大致為三角里西部。

## 歷史
台灣日治初期，北勢地區為一（舊制）街庄，稱為「北勢庄」，隸屬於打貓東頂堡。該庄北隔到孔山溪（今華興溪）與石龜溪庄為界，東與三角庄為鄰，南邊為溝背庄，西邊為橋仔頭庄。
1901年（日治明治三十四年）11月，全台設置二十廳，該庄隸屬於嘉義廳。1903年（明治三十六年）6月，該庄編入「大莆林區」，隸屬於嘉義廳。1909年（明治四十二年）10月，合併二十廳為十二廳，大莆林區仍隸屬於嘉義廳。1920年（大正九年），廢十二廳改設五州二廳，該庄改制為「北勢」大字，隸屬於臺南州嘉義郡大林庄（新制街庄）。1943年10月1日，大林庄升格為大林街。
戰後大林街改制為大林鎮，隸屬於臺南縣，大字亦改制為里。1950年雲、嘉、南分治，大林鎮改隸屬於嘉義縣。

## 聚落
本地區發展較早的聚落為北勢仔（北勢），在日治期初期的官方地圖上已有記載。

## 交通
鄉道嘉100線是湖仔至三角的道路。
鄉道嘉101線是北勢至沙崙的道路。